# The Bells of St. Mary's
The Bells of St. Mary's is een Amerikaanse dramafilm uit 1945 onder regie van Leo McCarey. Destijds werd de film in Nederland uitgebracht onder de titel De klokken van St. Mary.

## Verhaal
Eerwaarde Chuck O'Malley wordt toegewezen als priester van het St. Mary's-klooster en de bijbehorende basisschool en wordt door kenners gewaarschuwd dat de voormalige priesters allen door de eigenwijze nonnen een vervroegd pensioen in zijn gejaagd. Zijn gebrek aan ervaring van het runnen van een school is een groot heikel punt van de kloosteroverste, Zuster Mary Benedict. Met tegenzin geeft ze hem een rondleiding door het klooster en geeft ze toe dat ze ervan droomt om het nabijgelegen gebouw van de rijke Horace P. Bogardus op een dag over te kopen. Bogardus hoopt op zijn beurt om de school over te kopen van het klooster, zodat het kan worden omgetoverd tot een parkeerplaats. O'Malley ontmoet met de oude man maar weet niet te bemiddelen.
Op een dag krijgt O'Malley een bezoek van Mary Gallagher, een wanhopige alleenstaande moeder die hem smeekt om haar dochter Patsy aan te nemen. Hoewel Patsy een probleemtiener is, wordt haar een plaats in de kloosterschool toegezegd. Ze heeft moeite met zich aanpassen aan de strikte regels, maar wint de sympathie van de nonnen voor zich. O'Malley spoort ondertussen de vervreemde echtgenoot van Mary op en herenigt hem met zijn vrouw. Patsy overziet de reünie en neemt de (valse) aanname dat de man een van Mary's 'cliënten' is. Ze is van streek en faalt nadien al haar tentamens. O'Malley dringt Benedict ertoe aan om Patsy een tweede kans te geven, maar Benedict slaat het verzoek af, met als toelichting dat ze als schoolhoofd trouw moet blijven aan de opgelegde regels. 
Niet veel later wordt Benedict geveld door de griep. Een dokter probeert een diagnose af te nemen, maar Benedict is ervan overtuigd dat het een reactie is van haar lichaam op de verslechterende financiële situatie van het klooster en de stress die het veroorzaakt. O'Malley vraagt dezelfde dokter naar de gezondheidssituatie van Bogardus en krijgt de horen dat de man niet in de beste staat is. O'Malley besluit hem op te zoeken en inspireert hem om een goede daad te verrichten. Zodoende besluit Bogardus om zijn gebouw aan de nonnen te schenken om als school te gebruiken. Het goede nieuws wordt voor O'Malley al gauw overschaduwd met de berichtgeving van de dokter dat Benedict lijdt aan tuberculose. 
De dokter raadt O'Malley aan om de diagnose niet aan Benedict mede te delen, en adviseert hem om haar te ontdoen van haar taken en over te plaatsen naar een droog klimaat. Hoewel O'Malley weet dat het haar hart zal breken, deelt hij met haar mede dat ze zal worden overgeplaatst. Tijdens de afstudeerdiploma- en afscheidsceremonie ontdekt Patsy dat de escort van haar moeder werkelijk haar vader is. Ze geeft aan hen toe dat ze met opzet haar tentamens heeft gefaald zodat ze langer op de school kon blijven. Mary verzekert Patsy dat er altijd een plek voor haar vrij is in haar huis. Benedict wordt zich bewust van de stress waarmee Patsy is belast en gunt haar op het laatste moment alsnog een afstudeerdiploma. Na de ceremonie brengt Benedict nog een laatste bezoek aan het klooster en stelt O'Malley haar op de hoogte van haar gezondheidsproblemen. Benedict is dankbaar dat hij haar de volle waarheid vertelt en neemt emotioneel afscheid van hem.

## Rolverdeling
| Acteur         | Personage              |
| -------------- | ---------------------- |
| Bing Crosby    | Pastoor Chuck O'Malley |
| Ingrid Bergman | Zuster Mary Benedict   |
| Henry Travers  | Horace P. Bogardus     |
| William Gargan | Joe Gallagher          |
| Ruth Donnelly  | Zuster Michael         |
| Joan Carroll   | Patricia Gallagher     |
| Martha Sleeper | Mary Gallagher         |
| Rhys Williams  | Dokter McKay           |
| Richard Tyler  | Eddue Breen            |
| Una O'Connor   | Mevrouw Breen          |

## Productie
Regisseur Leo McCarey schreef het verhaal met Bing Crosby in gedachten voor de hoofdrol. Toen hij het project in 1942 aan hem voorstelde, toonde Crosby enthousiasme, maar kon zich niet toeleggen aan het project, omdat hij destijds onder contract stond bij Paramount Pictures en McCarey werkte voor RKO Radio Pictures. In plaats daarvan schreef McCarey een alternatief scenario over Eerwaarde Chuck O'Malley speciaal voor Paramount Pictures, dat in 1944 werd uitgebracht als Going My Way. McCarey schreef het verhaal van Going My Way op voorwaarde dat Crosby zou worden bevrijd van zijn contract en nadien deze film voor RKO kon maken. Hoewel het scenario van The Bells of St. Mary's eerder werd geschreven dan dat van Going My Way, werd de film uitgebracht als 'sequel'.
Ingrid Bergman stond destijds onder contract bij 20th Century Fox; ze werd - op aandringen van Bergman zelf - uitgeleend voor een bedrag van $175.000. Bergman had ten tijde van de aanvang van dit project een reeks serieuze rollen op haar naam staan en wilde haar veelzijdigheid bewijzen door een non te vertolken. Ter voorbereiding bezocht ze een klooster en sprak ze af met McCarey's tante, een non en tevens de inspiratie voor Zuster Mary Benedict.

## Ontvangst
De film werd een ongekend commercieel succes en was met een opbrengst van $21,33 miljoen de succesvolste Amerikaanse film van 1945, alsmede de grootste hit van de geschiedenis van RKO, en - inflatie in achting houdend - de op 52 na succesvolste film aller tijden. The Bells of St. Mary's werd genomineerd voor acht Oscars, waarvan er één werd verzilverd.
Recensent van De Waarheid beschreef de film als "een zéér traag drama" en lichtte toe: "De zoetgevooisde Bing Crosby tracht hier weer eens op een vriendelijke pater te lijken en werpt daardoor een creatie af, die het midden houdt tussen een doodbidder en Maurice Chevalier. [..] Ingrid Bergman is een charmante moeder-overste, maar wij zien haar toch liever gewoon." De recensent van Het Vrije Volk schreef: "Men kan Bing Crosby een heel goeie zanger, maar slechte pastoor vinden. En over schoolopvoeding en vorming tot het leven hebben we betere films gekend dan deze. Een knappe rol van Ingrid Bergman als moeder-overste, ook zingend, ja - wat vergezocht - zelfs bokser."

## Prijzen en nominaties
| Jaar | Prijs                              | Categorie              | Genomineerde(n)               | Uitslag     |
| ---- | ---------------------------------- | ---------------------- | ----------------------------- | ----------- |
| 1946 | Oscars                             | Beste geluid           | Stephen Dunn                  | Gewonnen    |
| 1946 | Oscars                             | Beste film             | Leo McCarey                   | Genomineerd |
| 1946 | Oscars                             | Beste regie            | Leo McCarey                   | Genomineerd |
| 1946 | Oscars                             | Beste acteur           | Bing Crosby                   | Genomineerd |
| 1946 | Oscars                             | Beste actrice          | Ingrid Bergman                | Genomineerd |
| 1946 | Oscars                             | Beste montage          | Harry Marker                  | Genomineerd |
| 1946 | Oscars                             | Beste originele muziek | Robert Emmett Dolan           | Genomineerd |
| 1946 | Oscars                             | Beste originele nummer | Jimmy Van Heusen Johnny Burke | Genomineerd |
| 1946 | Golden Globes                      | Beste actrice          | Ingrid Bergman                | Gewonnen    |
| 1946 | New York Film Critics Circle Award | Beste actrice          | Ingrid Bergman                | Gewonnen    |
| 1947 | Photoplay Awards                   | Gouden Medaille        | The Bells of St. Mary's       | Gewonnen    |